# Duque de Teck

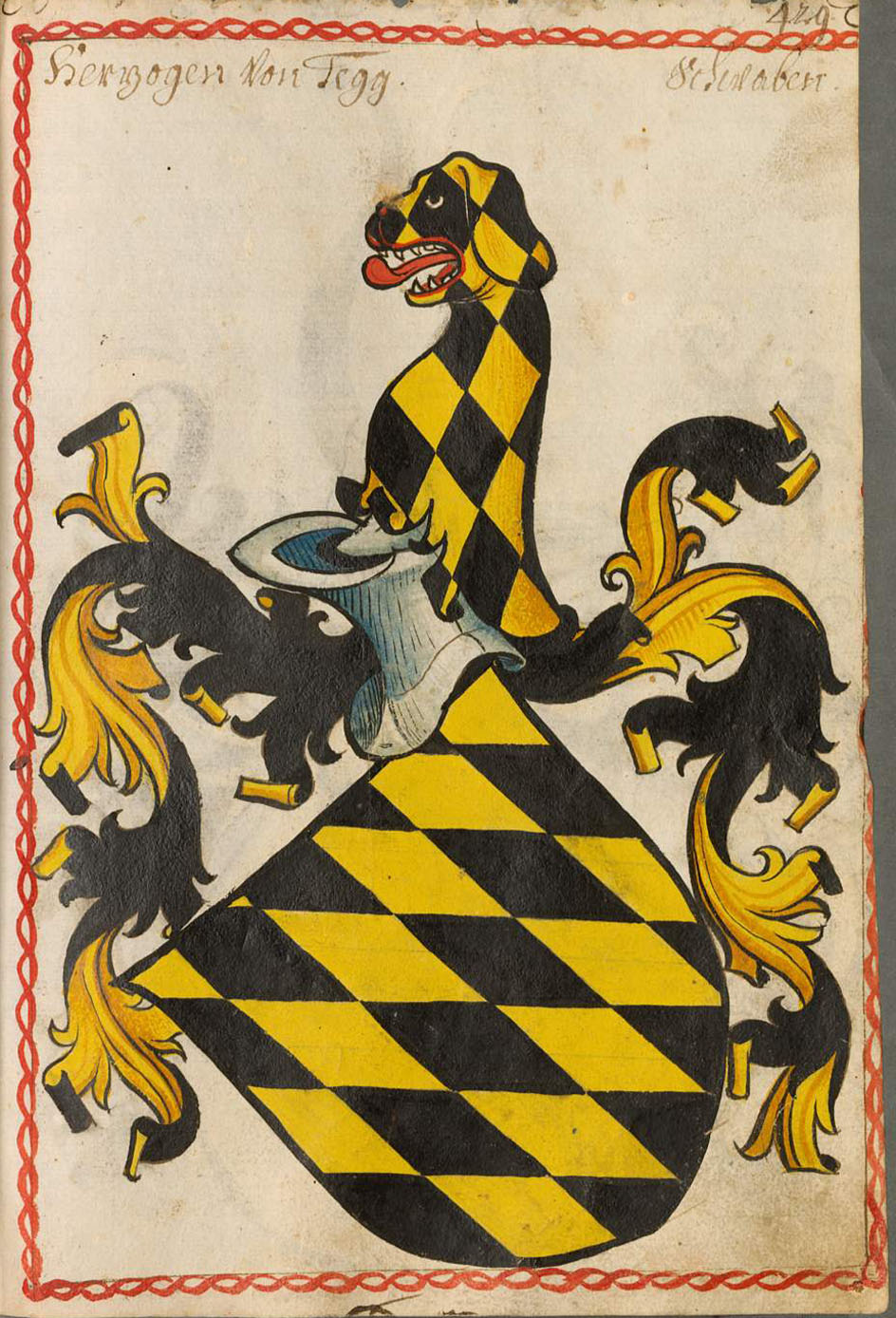
Escudo de armas de los Duques de Teck, Scheiblersches Wappenbuch, 1450-80.

El Duque de Teck era, en tiempos medievales, un título llevado por el jefe de una rama de la Casa ducal de Zähringen entre 1187 y 1439, conocida históricamente como la primera Casa de Teck. Su territorio se centraba en el Castillo de Teck en Suabia.
El título fue recreado en 1871 en el Reino de Wurtemberg para un primo de su monarca, el rey Carlos I, cuyos descendientes se establecieron en el Reino Unido y contrajeron matrimonio con la Familia Real Británica.

## La Primera Casa de Teck
Adalberto I, hijo del Duque Conrado I de Zähringen, heredó las posesiones suabas de su padre en torno al Castillo de Teck entre Kirchheim y Owen. Después de la muerte de su hermano el Duque Bertoldo IV en 1186, Adalberto adoptó el título de "Duque de Teck". Su descendiente el Duque Conrado II, a la muerte del rey Rodolfo I de Alemania en 1291 incluso se convirtió en candidato para la elección como Rey de Romanos, pero probablemente fue asesinado por su oponente Sigfrido II de Westerburg, Arzobispo de Colonia, al año siguiente.
En el siglo XIII, la familia se dividió en las dos líneas de Teck-Oberndorf y Teck-Owen. Los Duques de Teck-Oberndorf se extinguieron en 1363 y Federico de Teck-Owen vendió sus posesiones a los Condes de Hohenberg. En 1365, los Duques de Teck-Owen tomaron posesión de Mindelheim pero tuvieron que vender sus tierras en torno al castillo de Teck a los Condes de Wurtemberg en 1381. El último miembro de esa línea, Luis de Teck, Patriarca de Aquileia desde 1412, murió en 1439.
En 1495 el emperador Maximiliano I elevó al Conde Everardo I de Wurtemberg al estatus de Duque reinante (Herzog) de Wurtemberg, concediéndole asimismo el título difunto de "Duque de Teck". No obstante, el título no fue llevado independientemente por ningún miembro o rama de esa dinastía.

## La rama cadete de Wurtemberg

Armas de Teck 1871-1917.

El Duque Alejandro de Wurtemberg (1804-1885), un mayor general austriaco y cadete de la dinastía que se habían convertido en reyes de Wurtemberg en 1805, restableció una línea no dinástica de los Duques de Teck para su matrimonio morganático en 1835 con la noble húngara condesa Klaudia Rhédey (1812-1841). Su hijo, excluido de la línea de sucesión al trono de Wurtemberg, nació como conde Francisco von Hohenstein (1837-1900), compartiendo el título que le había sido concedido a su madre por el emperador Fernando I de Austria el 16 de mayo de 1835, dos semanas después de que la pareja se hubiera casado en Viena.
En 1863, el rey Guillermo I de Wurtemberg elevó a Francisco al rango de "Príncipe (Fürst) de Teck" con el tratamiento de Alteza Serenísima (Durchlaucht), heredable para todos sus descendiente en línea masculina. En 1866 Francisco contrajo matrimonio con la princesa María de Cambridge, un miembro de la Familia Real Británica y nieta del rey Jorge III del Reino Unido. Como la pareja tenía que vivir donde recibía María su anualidad del Parlamento, y el príncipe había heredado pocos ingresos, la pareja vivió mayormente en Inglaterra, primero en el Palacio de Kensington, donde nacieron sus hijos, y después en el Royal Lodge en Surrey, siendo ambas residencias prestadas por la reina Victoria. En 1871, el rey Carlos I de Wurtemberg concedió a Francisco el nuevo (y, dentro de la nobleza alemana, más elevado) título de "Duque (Herzog) de Teck", hereditario por primogenitura por la línea masculina. En 1887, la reina Victoria concedió al Duque de Teck el tratamiento británico de Su Alteza, aunque no hereditario.
En 1893, la hija de Francisco, la princesa Victoria María de Teck, contrajo matrimonio con el príncipe Jorge, Duque de York, quien más tarde reinaría como rey Jorge V. Cuando murió el primer Duque de Teck en 1900, el ducado pasó a su hijo mayor, el príncipe Adolfo de Teck. El rey Jorge V concedió al segundo Duque de Teck, su cuñado, el tratamiento personal de Su Alteza en 1911.
El título existió hasta la Primera Guerra Mundial, cuando el sentimiento antigermánico en el Reino Unido urgió al monarca británico a adoptar un apellido no germánico y a renunciar a todos los títulos alemanes en su nombre y el de los miembros de su familia domiciliados en su reino, incluyendo los Teck. El Duque de Teck renunció así, en julio de 1917, a sus títulos alemanes de príncipe y duque en el Reino de Wurtemberg, así como al tratamiento de Alteza y Alteza Serenísima. Adolfo, junto con su hermano, el príncipe Alejandro de Teck, asumió el apellido "Cambridge", que había sido llevado como su designación territorial por su abuelo materno, el Príncipe Adolfo de Cambridge. Esta renuncia era una cuestión británica interna que no afectaba a los privilegios e inmunidades legales de la familia en Wurtemberg, aunque estos desaparecieron de todos modos con la abolición general de todos los títulos en 1919 bajo el nuevo gobierno de Weimar.
El 16 de julio de 1917, el hijo mayor de Francisco, Adolfo, fue creado Marqués de Cambridge, Conde de Eltham y Vizconde de Northallerton en el Reino Unido. Su hijo mayor tomó el título de cortesía, Earl de Eltham. Su hijo menor se convirtió en "Lord/Lady (Christian) Cambridge", como hijo de un marqués. El hermano menor de Adolfo, el príncipe Alejandro de Teck, quien se había casado con la princesa Alicia de Albany en 1904, fue creado simultáneamente Conde de Athlone. Su hijo el príncipe Ruperto de Teck (1907-1928), quien había asumido también el apellido de Cambridge, se convirtió en Vizconde Trematon, era uno de los descendientes de la reina Victoria, quien sufría hemofilia, junto con los príncipes de la corona Alejandro de Rusia y Alfonso de España.
El último varón descendiente del primer Duque de Teck fue Jorge Cambridge, II Marqués de Cambridge, el hijo de Adolfo, II Duque de Teck. Murió en 1981. El Título y el marquesado de Cambridge se halla ahora extinto.

### Miembros

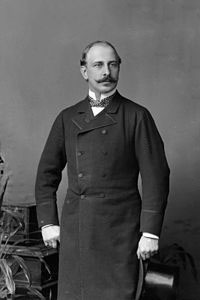
Duque Francisco de Teck.

- Príncipe Francisco, Duque de Teck (1837-1900), desposó a la princesa María Adelaida de Cambridge.
  - Princesa María de Teck (1867-1953), desposó a Jorge V del Reino Unido.
  - Príncipe Adolfo, Duque de Teck, después Adolphus Cambridge, I Marqués de Cambridge (1868-1927), desposó a Lady Margaret Grosvenor.
    - Príncipe Jorge de Teck, después Jorge de Cambridge, II Marqués de Cambridge (1895-1981), desposó a Dorothy Hastings.
      - Lady Lady Mary Cambridge (1924-1999), desposó a Peter Whitley.

    - Princesa María de Teck, después Lady Mary Cambridge (1897-1987), desposó a Henry Somerset, X Duque de Beaufort.
    - Princesa Elena de Teck, después Lady Elena de Cambridge (1899-1969), desposó al Coronel John Evelyn Gibbs.
    - Príncipe Federico de Teck, después Lord Federico de Cambridge (1907-1940).

  - Príncipe Francisco de Teck (1870-1910)
  - Príncipe Alejandro de Teck, después Alejandro de Cambridge, I Conde de Athlone (1874-1957), desposó a la princesa Alicia de Albany.
    - Princesa May de Teck, después Lady May de Cambridge (1906-1994), desposó a Sir Henry Abel Smith.
    - Príncipe Ruperto de Teck, después Ruperto de Cambridge, Vizconde de Trematon (1907-1928).
    - Príncipe Mauricio de Teck (1910-1910)
- Princesa Claudina de Teck (1836-1894)
- Princesa Amelia de Teck (1838-1893), casada con Pablo, conde de Hugel.